# Бомон, Кристоф де
Кристоф де Бомон дю Репер (фр. Christophe de Beaumont du Repaire, родился 26 июля 1703 года, умер 12 декабря 1781 года) — французский иерарх, епископ Байонны (1741—1745), архиепископ Вьенна (1745—1746), архиепископ Парижа и герцог де Сен-Клу (1746—1781).

## Биография
Родился в замке Шато-де-ла-Рок в городе Мераль (Дордонь) в знатной дворянской семье. В возрасте 31 года был рукоположен в священники.
20 августа 1741 года назначен епископом Байонны, был утверждён Римом на кафедре лишь 27 ноября того же года. Епископская хиротония состоялась 24 декабря. 20 апреля 1745 года де Бомон избран архиепископом Вьенна, 23 августа того же года избрание подтверждено Святым Престолом.
20 июля 1746 года от оспы скончался архиепископ Парижа Жак Бонн-Жиго де Бельфон, 5 августа король Людовик XV назначил новым парижским архиепископом де Бомона. Рим утвердил его на парижской кафедре 19 сентября того же года.
Как и его предшественник выступал непримиримым противником янсенистов. Он заставил всё духовенство архиепархии принять буллу Unigenitus 1713 года с осуждением янсенизма, а упорствующих отлучил от таинств. Это привело к резкому конфликту с парижским парламентом, выступившим в защиту янсенистов. Людовик XV сначала запретил парламенту вмешиваться в религиозные споры, однако затем выступил против архиепископа. Де Бомон дважды был отправлен королём из Парижа во временную ссылку (с 1754 по 1757 и с 1758 по 1759 года), но в изгнании он продолжал удалённо управлять епархией через письменные приказы. Король пытался уговорить его подать в отставку, обещая ему награды и почести, включая кардинальскую шапку, но архиепископ отказался.
Заслужил широкое общественное уважение своей благотворительной деятельностью. В 1762 году осудил книгу «Эмиль» Ж. Ж. Руссо, как содержащую тезисы, несовместимые с католической доктриной. Похоронен в Нотр-Дам-де-Пари.